# جودیت چیم
جودیت چیم (انگلیسی: Judith Chime؛ زادهٔ ۲۰ مهٔ ۱۹۷۸) بازیکن فوتبال اهل نیجریه است.
وی همچنین در تیم ملی فوتبال زنان نیجریه بازی کرده‌است.